# Olha Charłan
Olha Hennadijiwna Charłan (ukr. Ольга Геннадіївна Харлан; ur. 4 września 1990 w Mikołajowie) – ukraińska szablistka, czterokrotna medalistka olimpijska, wielokrotna medalistka mistrzostw świata i Europy.
W 2005 roku zdobyła srebro drużynowo i brąz indywidualnie na mistrzostwach świata juniorów w Linzu. Na rozgrywanych dwa lata później mistrzostwach świata juniorów w Belek zwyciężyła drużynowo i indywidualnie, zdobywając także brąz w rywalizacji kadetek. Następnie zdobywała złote medale drużynowo i indywidualnie na mistrzostwach świata juniorów w Acireale (2008), mistrzostwach świata juniorów w Belfaście (2009) i mistrzostwach świata juniorów w Baku (2010).
Podczas igrzysk olimpijskich w Pekinie w 2008 roku reprezentantki Ukrainy w składzie: Olha Żownir, Olha Charłan, Hałyna Pundyk i Ołena Chomrowa wywalczyły złoty medal drużynowo. W rywalizacji indywidualnej zajęła trzynastą pozycję. Na rozgrywanych cztery lata później igrzyskach w Londynie zdobyła indywidualnie brązowy medal, plasując się za Kim Ji-yeon z Korei Południowej i Rosjanką Sofją Wieliką. Kolejne dwa medale zdobyła podczas igrzysk olimpijskich w Rio de Janeiro w 2016 roku. Wspólnie z Aliną Komaszczuk, Ołeną Krawaćką i Ołeną Woroniną wywalczyła srebrny medal drużynowo. W rywalizacji indywidualnej była trzecia, plasując się za dwiema Rosjankami: Janą Jegorian i Sofją Wieliką. Brała też udział w igrzyskach w Tokio, gdzie indywidualnie zajęła siedemnaste miejsce.
Na mistrzostwach świata w Antalyi (2009) zdobyła drużynowo złoty medal. W tej samej konkurencji zdobywała następnie złoto podczas mistrzostw świata w Budapeszcie (2013), srebro na mistrzostwach świata w Petersburgu (2007), mistrzostwach świata w Paryżu (2010), mistrzostwach świata w Katanii (2011), mistrzostwach świata w Kijowie (2012) i mistrzostwach świata w Moskwie (2015) oraz brązowy medal podczas mistrzostw świata w Kazaniu (2014). Ponadto kilkukrotnie zdobywała medale w zawodach indywidualnych: złote na mistrzostwach świata w Budapeszcie (2013), mistrzostwach świata w Kazaniu (2014), mistrzostwach świata w Lipsku (2017) i mistrzostwach świata w Budapeszcie (2019), srebrne podczas mistrzostw świata w Antalyi (2009) i mistrzostw świata w Paryżu (2010) (w obu finałach przegrała z Mariel Zagunis z USA) oraz brązowy na mistrzostwach świata w Katanii (2011).
Wielokrotnie zdobywała medale mistrzostw Europy, w tym złote indywidualnie na mistrzostwach Europy w Płowdiwie (2009), mistrzostwach Europy w Sheffield (2011), mistrzostwach Europy w Legnano (2012), mistrzostwach Europy w Zagrzebiu (2013), mistrzostwach Europy w Strasburgu (2014) i mistrzostwach Europy w Düsseldorfie (2019) oraz drużynowo podczas mistrzostw Europy w Płowdiwie (2009) i mistrzostw Europy w Lipsku (2010).
Wywalczyła również złote medale: drużynowo na igrzyskach europejskich w Baku (2015) oraz indywidualnie na igrzyskach europejskich w Krakowie (2023).

## Odznaczenia
- Order Wolności (2024)[43]